# Șabelnîkî, Berezivka
Șabelnîkî (în ucraineană Шабельники) este un sat în comunei Striukove din raionul Berezivka, regiunea Odesa, Ucraina.

## Demografie
Componența lingvistică a localității Șabelnîkî
     Ucraineană (92,78%)
     Română (5,84%)
     Rusă (1,03%)
     Alte limbi (0,34%)
Conform recensământului din 2001, majoritatea populației localității Șabelnîkî era vorbitoare de ucraineană (92,78%), existând în minoritate și vorbitori de română (5,84%) și rusă (1,03%).